# Carl Gustaf Rydin
Carl Gustaf Rydin, född 28 augusti 1798 i Jönköping, död 11 april 1877 i Borås, var en svensk fabriksidkare och politiker.
Fadern var handelsmannen Börje Henrik Rydin (1761–1822), som stammade från Västra Ry i Lerums socken och därav tog sig namnet Rydin. Carl Gustafs äldre bror Johan Samuel (1794–1840) var handelsman och rådman i Jönköping och far till professor Herman Rydin (1822–1904), som var far till generaldirektör Herman Rydin (1861–1930). Carl Gustafs yngre bror fabrikören Otto Wilhelm Rydin (1803–1863) var farfar till regeringsrådet Axel Rydin (1865–1935). Carl Gustaf Rydin gifte sig 1828 med Wilhelmina Albertina Elfström. Deras dotter Elisabeth Charlotta Rydin (1829–1883) var mor till landshövding Karl Rydin (1854–1912) och direktör Victor Ivar Rydin (1866–1942).
Rydin drev en färgerifabrik i Borås. Han gjorde flera studieresor i utlandet för att inhämta nya metoder. 1838 köpte han ett tidningstryckeri och utgav Borås Tidning fram till 1876. 1839 blev han ägare till Essénska bokhandeln.
Under 25 år var han ordförande i Borås äldste och representerade stadens borgare vid ståndsriksdagarna 1834-35, 1840-41 och 1853-61.

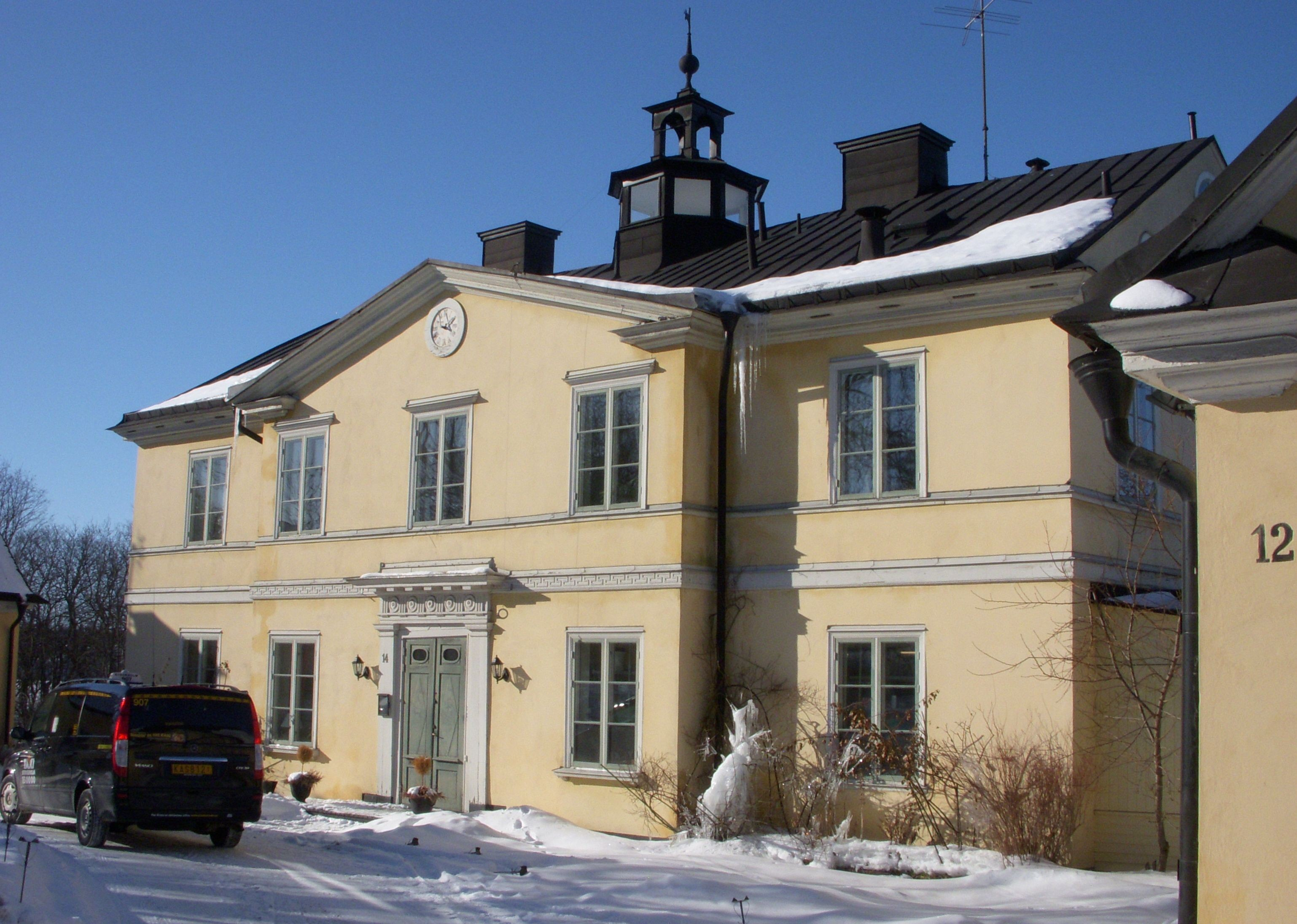
Karlshälls gård på Långholmen är byggd 1837-38 efter Rydins princip.

Den 8 januari 1834 beviljades han patent (ett av 89 som beviljades under 1819 års förordning om "privilegia exclusiva", innan den nya patentförordningen kom i december 1834) i tio år på ett sätt att uppföra "byggnader med kalk och sand", det vill säga betong, där väggarna göts inom en form av plankor som successivt höjdes. I patentet ingick också en cementblandare i form av en "kubisk låda, försedd med axel och hjulbeslag till körning". I oktober samma år gav han ut en bok som beskrev metoden: Gjutna Kalkbrukshus. Ett nytt byggnadssätt (42 sidor, 2 planscher).
Ett exempel på byggnad vars ytterväggar var konstruerade efter Rydins princip är Karlshälls gård på Långholmen i Stockholm. Gården uppfördes 1837–1838 som bostad för Långholmsfängelsets  byggnadschef Carl Modéer. Som byggnadschef var Modéer förtrogen med nya byggnadstekniker och byggnaden uppfördes enligt Rydins bok från 1834.